# Титосэ (станция)
Станция Титосэ (яп. 千歳駅 титосэ эки) — железнодорожная станция в японском городе Титосе, обслуживаемая компанией JR Hokkaido. На этой станции можно использовать Kitaca (смарт-карта).

## История
Станция Титосэ была открыта 21 августа 1926 года. В 1980 году была построена приподнятая станция. С приватизацией JNR она перешла под контроль JR Hokkaido.

## Линии
- JR Hokkaido
  - Линия Титосэ

## Планировка
Платформы
| 1 | ■Линия Титосэ | на станции Томакомай, Муроран и Новый аэропорт Титосэ |  |
| 2 | ■Линия Титосэ | на станции Саппоро, Тэинэ, Отару и Томакомай          |  |
| 2 | ■Линия Сэкисё | на станции Оиваке и Юбари                             |  |
| 3 | ■Линия Титосэ | на станции Саппоро, Тэинэ и Отару                     |  |
| 3 | ■Линия Сэкисё | на станции Оиваке и Юбари                             |  |
| 4 | ■Линия Титосэ | на станции Саппоро, Тэинэ и Отару                     |  |